# Metropolia Manaus
Metropolia Manaus – metropolia Kościoła rzymskokatolickiego w Brazylii. Składa się z metropolitalnej archidiecezji Manaus pięciu diecezji oraz trzech prałatur terytorialnych. Została erygowana 16 lutego 1952 r. konstytucją apostolską Ob illud papieża Piusa XII. Od 2012 r. godność arcybiskupa metropolity sprawuje abp Sérgio Eduardo Castriani.
W skład metropolii wchodzą:
- Archidiecezja Manaus
  - Diecezja Alto Solimões
  - Diecezja Coari
  - Diecezja Parintins
  - Diecezja Roraima
  - Diecezja São Gabriel da Cachoeira
    - Prałatura terytorialna Borba
    - Prałatura terytorialna Itacoatiara
    - Prałatura terytorialna Tefé

Prowincja kościelna Manaus tworzy region kościelny Norte I, zwany też regionem Amazonas i Roraima.

## Metropolici
- Alberto Gaudêncio Ramos (1952 – 1957)
- João de Souza Lima (1958 – 1980)
- Milton Corrêa Pereira (1981 – 1984)
- Clóvis Frainer (1985 – 1991)
- Luiz Soares Vieira (1991 – 2012)
- Sérgio Eduardo Castriani (2012 – 2019)
- Leonardo Ulrich Steiner (od 2019)